# Église Saint-Germain-le-Vieux
L'église Saint-Germain-le-Vieux est une église disparue de Paris.

## Situation
Elle était située sur l'île de la Cité, entre la rue de la Calandre et la rue du Marché-Neuf près de l'entrée du Petit-Pont à l'emplacement d'un ancien baptistère, un des premiers du diocèse de Paris, installé à proximité de la Seine pour faciliter le baptême par immersion dans le fleuve, selon la coutume antique.

## Historique
Elle est placée sous le patronage de l'abbaye de Saint-Germain-des-Prés pour lui permettre de mettre en sûreté ses reliques sur l'île de la Cité après le siège de Paris par les Normands. Un os du bras de saint Germain de Paris est laissé dans l'église qui lui est alors dédiée. Elle devient ainsi la troisième église de Paris à porter le nom de Saint-Germain. 
Elle est érigée en paroisse au début du XIIIe siècle, avec un curé nommé par l'abbé de Saint-Germain-des-Prés, puis, à partir de 1368, par l'Université de Paris, qui cède en échange une chapelle proche du jardin de l'abbaye. Sa paroisse dont la population est évaluée à 2 900 habitants vers 1300, relativement importante parmi les minuscules paroisses de la Cité, s'étendait entre la rue de la Calandre et le Petit Pont et sur celui-ci.
À partir du XVe siècle, elle est reconstruite  progressivement, avec un nouveau portail entre 1455 et 1463 et un deuxième sur la rue de la Calandre de 1471 à 1474.
Un nouvel autel est consacré en 1533. En 1544, le curé est finalement autorisé à porter une bannière en procession, au même titre que les anciennes paroisses. Le nouveau portail et le clocher sont achevés en 1560. En 1603, un maître menuisier est appelé à intervenir sur le jubé et les orgues.
Antoine Mouchy est curé de Saint-Germain-le-Vieux de 1566 à 1570, date à laquelle il cède sa cure au théologien Jacques Bourlé, en échange de la chapellenie de celui-ci. Jacques Bourlé est brièvement curé de Saint-Germain-le-Vieux de 1570 à 1573. De 1591 à 1594, Jacques de Cueilly est curé de Saint-Germain-le-Vieux, en cumul avec sa cure de Saint-Germain-l'Auxerrois.
En 1790, elle est vendue comme Bien national, puis démolie en 1802.
Les rares représentations peu précises montrent un édifice à deux niveaux sur un plan irrégulier avec des fenêtres hautes et de grandes arcades.